# Micrathena guayas
Micrathena guayas là một loài nhện trong họ Araneidae.
Loài này thuộc chi Micrathena. Micrathena guayas được Herbert Walter Levi miêu tả năm 1985.